# Disgorge
Disgorge est un groupe de brutal death metal américain, originaire de San Diego, en Californie. Disgorge joue en concert en 1995 pour élargir sa notoriété, et enregistre, en 1996, quatre chanson pour l'album Cranial Impalement, publié la même année au label Extremities Productions. Disgorge enregistre son troisième album, Consume the Forsaken, avec Magana comme chanteur. Magana quitte le groupe peu après l'enregistrement. Leur quatrième album, Parallels of Infinite Torture, fait participer le nouveau chanteur Levi Fuselier et le guitariste Ed Talorda, et est publié le 19 avril 2005.

## Biographie

### Débuts (1992–1994)
Le groupe est formé en 1992 par Bryan Ugartechea, Tony Freithoffer et Ricky Myers. Plusieurs autres groupes ont le même nom, Disgorge ; et viennent d'Argentine, d'Allemagne, du Mexique, des Pays-Bas, de Norvège et de Suède,.
Toujours en 1992, le groupe publie sa première démo, Cognitive Lust of Mutilation, avant de se délocaliser à San Diego, en Californie, pour se faire connaitre dans la scène underground. 
Pendant cette délocalisation, le groupe se sépare du bassiste et chanteur Ugartechea. Un nouveau chanteur, Matti Way, et bassiste, Eric Flesy, sont recrutés par la suite pour remplacer Ugartechea. Le groupe commence à écrire de nouvelles chansons pour sa deuxième démo, 95 Demo, distribuée à l'international. 

### Cranial Impalement(1995–2000)
Disgorge joue en concert en 1995 pour élargir sa notoriété, et enregistre, en 1996, quatre chanson pour l'album Cranial Impalement, publié la même année au label Extremities Productions. En 1997, Freithoffer et Flesy quittent le groupe. Myers et Way cherchent de nouveaux remplaçants, qu'ils trouvent en 1998. Le guitariste Diego Sanchez et le bassiste Ben Marlin de Strangulation, un groupe de death metal local, décident de se joindre à Disgorge. Disgorge signe ensuite avec le label Unique Leader Records, et publie peu après l'album She Lay Gutted en novembre 1999. Après la sortie de l'album, le groupe effectue une tournée en Europe, en Amérique du Nord et en Amérique du Sud. Way quitte le groupe en 2001, et est remplacé par A.J. Magana, ancien chanteur du groupe Deprecated.

### Nouveaux albums (depuis 2001)
Disgorge enregistre son troisième album, Consume the Forsaken, avec Magana comme chanteur. Magana quitte le groupe peu après l'enregistrement. Leur quatrième album, Parallels of Infinite Torture, fait participer le nouveau chanteur Levi Fuselier et le guitariste Ed Talorda, et est publié le 19 avril 2005. Disgorge joue au Japon, en Australie, en Nouvelle-Zélande, en Thaïlande, au Mexique, et en Indonésie en soutien à l'album. Le groupe participe à la scène d'ouverture du film Paranormal Activity, jouant la chanson Consume The Forsaken. Le 2 janvier 2008, le bassiste Ben Marlin décède à l'âge de 31 ans après un combat contre le cancer depuis plus de deux ans et demi.
Sanchez, Talorda, Way, Oscar Ramirez et Scott Ellis de Warface, forment To Violently Vomit, un groupe  rendant hommage à Disgorge. Magana s'occupe du chant lors des concerts, comme le faisait Angel Ochoa de Condemned. Ils jouent le 11 septembre 2009, au Jumping Turtle de San Marcos, en Californie. En mai 2011, Myers annonce que Disgorge travaille sur un nouvel album, intitulé And the Weak Shall Perish. La formation se composera de Fuselier, Myers, Erik Lindmark de Deeds of Flesh, et Derek Boyer de Suffocation et Decrepit Birth. Le 7 mai 2013, Disgorge annonce un nouveau contrat avec Extreme Management Group Inc, une nouvelle tournée, et une nouvelle formation qui comprendra Ricky Myers, Diego Soria, Angel Ochoa, Ed Talorda, et Diego Sanchez.

## Membres

### Membres actuels
- Ricky Meyers - batterie (depuis 1992)
- Diego Sanchez - guitare (depuis 1998)
- Ed Talorda - guitare (depuis 2004)
- Diego Soria - basse (depuis 2013)
- Angel Ochoa - chant (depuis 2013)

### Anciens membres
- Brian Ugartechea - basse (1992-1995)
- Tony Freithoffer - guitare (1992-1997)
- David Hill - guitare (1994-1995)
- Matti Way - chant (1994-2001)
- Eric Flesley - basse (1995-1997)
- John Remmen - guitare (1995-1996)
- Derek Boyer - basse (1996, 2011-2012)
- Ben Marlin - basse (1998-2008; died 2008)
- A.J. Magana - chant (2000-2002)
- Levi Fuselier - chant (2003-2011)
- Brad Kole - guitare (2011-2012)
- Erik Lindmark - guitare (2011-2012)
- Oscar Ramirez - basse (2012-2013)
- Shane Washington - basse (2012)
- Nate Twyman - chant (2012-2013)

## Discographie
- 1999 : Cranial Impalement
- 1999 : She Lay Gutted
- 2002 : Consume the Forsaken
- 2005 : Parallels of Infinite Torture